# Cantone di Prunelli di Fiumorbo
Il Cantone di Prunelli di Fiumorbo era una divisione amministrativa dell'arrondissement di Corte.
A seguito della riforma approvata con decreto del 26 febbraio 2014, che ha avuto attuazione dopo le elezioni dipartimentali del 2015, è stato soppresso.
I 7 comuni facenti parte prima della riforma del 2014 erano:
- Chisa
- Isolaccio di Fiumorbo
- Prunelli di Fiumorbo
- San Gavino di Fiumorbo
- Serra di Fiumorbo
- Solaro
- Ventiseri